# ツガ属
ツガ属（ツガぞく、学名：Tsuga）は、マツ科に分類される属の1つ。

## 特徴
常緑性の高木になる針葉樹。葉は針状と言うよりは細いが平らで、表面中央には縦の溝がある。裏面では主軸の両側に気孔帯がある。葉は枝に対して螺旋状に付くが、実際にはやや両側二列に配置する。また、枝には突出部（葉枕）があって葉はその上に付く。葉の基部は短いがはっきりした葉柄となる。
雌雄同株で、毬果は小型で楕円形、枝先から下垂する。多数の種子鱗片が螺旋状に並び、包鱗片はその間に隠れる。種子は鱗片の隙間から放出され、鱗片が外れることはない。種子は小型で翼を持つ。
モミ属と似ているが、モミ属は毬果の種子鱗片が脱落する点で大きく異なる。また、葉枕もない。トウヒ属とは毬果が大きくなること、葉柄がないことなどで異なる。トガサワラ属やアブラスギ属は種子鱗片の間から包鱗片が伸び出す点で異なっている。

## 分類
ツガ属の植物は、ヒマラヤから東アジアにかけてと北米に分布する。日本には暖温帯に生えるツガと亜高山帯に生えるコメツガの2種が分布する。
下記にツガ属の主な種を示す。
- Tsuga brunonianum ヒマラヤツガ
- Tsuga canadensis カナダツガ
- Tsuga caroliniana カロライナツガ
- Tsuga chinensis テーシャン（チュウゴクツガ）
  - var. formosana タイワンツガ
- Tsuga diversifolia コメツガ - 日本特産種。ツガよりも標高の高い亜高山帯に分布する。
- Tsuga heterophylla アメリカツガ
- Tsuga mertensiana マウンテンヘムロック - 北米産。
- Tsuga sieboldii ツガ（トガ） - ほぼ日本産。暖帯から温帯下部に生育。

また、カナダツガ、アメリカツガ、マウンテンヘムロックを総称して、しばしばベイツガ（米栂）と呼ばれる。

## 画像
ツガ属
- コメツガ
- アメリカツガ
- ツガの若枝・裏面

近縁属
- モミ属 Abies procera
- トウヒ属（ドイツトウヒ）
- トガサワラ属（トガサワラ）